# Sherlock Holmes (bande dessinée Lefrancq)
Pour les articles homonymes, voir Sherlock Holmes (homonymie).
Sherlock Holmes est une série de bande dessinée narrant les aventures  du détective homonyme, parue chez Lefrancq, dans la collection « BDétectives ». Plusieurs scénarios sont adaptés des nouvelles et romans de Conan Doyle mais certains récits sont des créations originales.

## Auteurs
- Scénario : André-Paul Duchâteau (tome 1-6 et 8-9), Jean-Pierre Croquet (tome 7)
- Dessin : Guy Clair (tomes 1, 3 et 8), Stibane (tomes 2, 4 et 5), Bruno Di Sano (tomes 6 et 9), Benoît Bonte (tome 7)

## Albums
Le numéro entre parenthèses correspond à la numérotation dans la collection BDétectives.
1. La Sangsue rouge (1990, no 4)
2. Le Chien des Baskerville (1991, no 16)
3. La Béquille d’aluminium (1993, no 24)
4. Jack l’Éventreur (1994, no 29)
5. La Bande mouchetée (1995, no 34)
6. Le Rat géant du Sumatra (1995, no 31)
7. L’Étoile sanglante (1997, no 37)
8. La Vieille Russe (1997, no 40)
9. Le Signe des Quatre (1998, no 42)

## Autour de la série
Un livre port-folio a été édité à l'occasion du festival de bandes dessinées de Lys-lez-Lannoy en 1997 : Etude en rouge (avec Jean-François Miniac, etc)
Après la cessation d’activité de Claude Lefrancq, le tome 7 L’Étoile sanglante a été réédité par Soleil Productions et la série a été poursuivie par les mêmes auteurs (Jean-Pierre Croquet et Benoît Bonte) dans quatre albums inédits : La Folie du colonel Warburton, L’Ombre de Menephta,  Le Secret de l’île d’Uffa et Le Vampire du West End.

## Éditeurs
- Lefrancq (collection « BDétectives ») : tomes 1 à 9 (première édition des tomes 1 à 9)
- Soleil : tome 7 (renuméroté no 1)